# جوزيف كامبل (لاعب كرة قدم)
جوزيف كامبل (بالإنجليزية: Joseph Campbell)‏ (1 يناير 1903 في المملكة المتحدة - ) هو لاعب كرة قدم بريطاني في مركز نصف الجناح. لعب مع برادفورد سيتي وهال سيتي ويوفل تاون.